# Hexacola picicrus
Hexacola picicrus är en stekelart som först beskrevs av Girault.  Hexacola picicrus ingår i släktet Hexacola och familjen glattsteklar. Inga underarter finns listade i Catalogue of Life.